# الخطيب الشربيني
الخطيب الشربيني، هو شمس الدين محمد بن أحمد الخطيب الشربيني الشافعي القاهري الفقيه المفسر المتكلم، النحوي، ولد في شربين بمحافظة الدقهلية وإليها ينسب ثم انتقل إلى القاهرة واستوطنها حتى توفي.

## شيوخه
أخذ عن جملة من الشيوخ، فتبحر في العلوم على أيديهم وأجازوه بالإفتاء والتدريس، فدرَّس وأفتى في حياة أشياخه، وانتفع به خلائق لا يحصون. ومن أهمهم:
- أحمد البرلسي الملقب بالشيخ عميرة.
- نور الدين المحلي.
- ناصر الدين اللقاني.
- جمال الدين السناني.
- نور الدين الطهواني.
- شمس الدين محمد بن عبد الرحمن بن خليل النشلي الكردي.
- بدر الدين المشهدي.
- شهاب الدين الرملي، وهو المقصود بلفظ: (شيخي) في كتابه 《مغني المحتاج》ذكر ذلك في مقدمته.
- ناصر الدين الطبلاوي.
- القاضي زكريا الأنصاري، وهو المقصود بلفظ: (شيخنا) في كتابه 《مغني المحتاج》ذكر ذلك في مقدمته.

## صفاته ومناقبه
كان ممن أجمع أهل مصر على صلاحه وعلمه وعمله وزهده وورعه، مع كثرة النُّسكِ والعبادةِ، كثير التواضع، شديد الحياء. وكان من عادته أن يعتكف من أول رمضان فلا يخرج من الجامع إلا بعد صلاة العيد. وكان إذا حجَّ لا يركب إلا بعد تَعبٍ شديدٍ حيث كان يمشي كثيراً وينزل عن الدَّابةِ، وكان أثناء طريق الحج[ ؟ ] يكثر من تعليم الناس المناسك، وآداب السفر، ويحثهم على الصلاة، ويعلمهم كيفية القصر والجمع، وكان يكثر من تلاوة القرآن في الطريق وغيره، وإذا كان في مكة أكثر من الطواف، ومع ذلك كان يصوم بمكة والسفر أكثر أيامه، وربما يعطي السائل عشاءه ويبيت تلك الليلة طاوياً، وفي غالب لياليه يكتفي بشرب ماء زمزم، وكان الشيخ الشعراني قد حجَّ معه عام 947 هـ وأورد أحوال الشيخ العالية مع كونه كان في شبابه في تلك الفترة، وكان يؤثر الخمول وعدم الشهرة، ولا يكترث بأشغال الدنيا.
وكان كثير الزيارة لمسجد رسول الله محمد بن عبد الله، يستخير ربه في الروضة الشريفة إذا همَّ بأمرٍ من الأمور، فلم يكتب حرفاً في كتابه «مغني المحتاج إلى معرفة معاني ألفاظ المنهاج» إلا بعد أن يذهب إلى زيارة مسجد رسول الله صلى الله عليه وسلم، ويصلى ركعتين بنية الاستخارة في الروضة الشريفة.

## مؤلفاته
1. السراج المنير في الإعانة على معرفة بعض معاني كلام ربنا الحكيم الخبير. وقد فرغ من تأليفه سنة 968هـ-[3] طبع في أربعة مجلدات ضخام بمطبعة بولاق 1285هـ ثم تكرر طبعه، ويعرف بتفسير الخطيب الشربيني. وقد كتبت دراسات عن منهج الشيخ في هذا التفسير.
2. الإقناع في حل ألفاظ أبي شجاع. وهو شرح مطول حافل على متن الغاية والتقريب في الفقه الشافعي لأبي شجاع وقد فرغ من تأليفه سنة 972هـ- طبع في مجلدين بمطبعة بولاق 1291هـ ثم تكرر طبعه. والكتاب كان يُدرَّس على طلاب المرحلة الثانوية الأزهرية.
3. شرح شواهد القطر. طبع على الحجر بمصر 1283هـ ثم تكرر طبعه.
4. مغني المحتاج إلى معرفة معاني ألفاظ المنهاج. ويعد الكتاب من أهم شروح كتب الفقه على المذهب الشافعي، حيث شرح به المؤلف كتاب منهاج الطالبين للنووي. ويعتبر الكتاب جامعاً لأحكام العبادات والمعاملات، متميزاً بدقة العبارة وسلاسة الأسلوب، وحسن الترتيب، مدعوماً بالأدلة بدون مقارنة مع المذاهب الأخرى.يقول الشيخ محمد الخطيب في مقدمة الكتاب: «ثم سألني بعض أصحابي أن اجعل مثل شرح التنبيه على منهاج الإمام محيي الدين النووي، فترددت في ذلك مدة من الزمان، لأني أعرف اني لست من أهل ذلك الشأن، حتى يسر الله لي زيارة سيد المرسلين، صلى الله وسلم عليه وعلى سائر النبيين، والآل والصحب أجمعين، في أول عام تسعمائة وتسعة وخمسين. استخرت الله في حضرته، بعد أن صليت ركعتين وسألته أن ييسر لي امري، فشرح الله سبحانه وتعالى لذلك صدري. فلما رجعت من سفري واستمر ذلك الأنشراح معي، شرعت في شرح يوضح من معاني متاني منهاج الإمام النووي ما خفا، ويفصح عن مفهوم منطوقه بألفاظ تذهب عن الفهم جفا، وتبرز المكنون من جواهره، وتظهر المضمر في سرائره، خال عن الحشو والتطويل، حاو للدليل والتعليل، مبين لما عليه المعول من كلام المتأخرين والأصحاب، عمدة للمفتي وغيره ممن يتحرى الصواب». ينقسم الكتاب إلى أربعة أجزاء يتناول الجزء الأول فقه العبادات مثل الصلاة والصيام والزكاة، ويتناول الجزء الثاني فقه المعاملات مثل البيع والشراء والرهن، ويتناول الجزء الثالث فقه الأحوال الشخصية مثل الزواج والطلاق والأرث، بينما يتناول الجزء الرابع فقه الأحكام السلطانية وفقه العقوبات مثل مثل عقوبة القاتل والزاني. طبع بالمطبعة الميمنية بمصر 1308هـ في أربعة مجلدات ثم تكرر طبعه.
5. شرح التنبيه. وهو شرح على كتاب التنبيه في فروع الشافعية لأبي إسحاق إبراهيم بن علي الشيرازي الفقيه الشافعي المتوفى سنة 476 هـ. وفرغ منه قبل 959هـ تاريخ البدء بكتابه مغني المحتاج كما سبق.
6. شرح منهاج الدين في شعب الإيمان؛ وهو للشيخ الإمام أبي عبد الله حسين ابن الحسن الحليمي الجرجاني الشافعي المتوفى 403 هـ، وهو كتاب جليل في نحو ثلاثة مجلدات، فيه أحكام كثيرة ومسائل فقهية، وغيرها مما يتعلق بأصول الدين.
7. تقريرات على كتاب المطول في البلاغة للتفتازاني.
8. نور السجية في حل ألفاظ الآجرومية.
9. فتح الخالق المالك في حل ألفاظ ألفية ابن مالك.
10. الفتح الرباني في حل ألفاظ تصريف عز الدين الزنجاني.
11. كتاب شرح البهجة في الفقه لابن الوردي.
12. رسالة في البسملة والحمد لله.
13. مناسك الحج.
14. رسالة في بر الوالدين وصلة الرحم.
15. المواعظ الصفية على المنابر العليَّة.
16. سواطع الحكم؛ وهو شرح على حكم ابن عطاء الله السكندري.
17. مغيث الندا شرح قطر الندى.
18. البدر الطالع في حل ألفاظ جمع الجوامع للسبكي.[4]

## وفاته
توفي بعد العصر من يوم الخميس الثامن من شعبان سنة سبع وسبعين وتسعمائة 977 هـ الموافق 1570م.